# يس عبد الملك (مسلسل)
يس عبد الملك مسلسل كويتي عرض في شهر رمضان 1445هـ/2024م، من إخراج مناف عبدال وتأليف محمد خالد النشمي، ومن بطولة سعد الفرج، عبد الرحمن العقل، حسين المهدي، فتات سلطان، وليالي دهراب.

## قصة المسلسل
في إطار من الدراما الاجتماعية، تدور أحداث المسلسل حول شخصية (يس عبدالملك) وعائلته، التي يمر معها بأحداث مختلفة، حيث تنكشف أسرار عديدة عن حياته الخفية.

## طاقم العمل
- سعد الفرج
- عبد الرحمن العقل
- حسين المهدي
- فتات سلطان
- ليالي دهراب
- أحمد النجار
- ياسة
- ناصر عباس
- منصور البلوشي
- روان العلي
- زينب بهمن
- حسن عبدال
- شفاء التقي
- محمد المنصوري
- أبرار أبو سيف
- شوق بنت عبدالله
- عبدالعزيز التميمي
- نجاح الخطيب
- طارق الحارثي
- عبدالخالق القطان
- آمنة عبدالله
- سمية يوسف